# 永利帶業
上海永利帶業股份有限公司，簡稱上海永利帶業股份、上海永利帶業，以及永利帶業（英語：Shanghai Yongli Belting Co., Ltd.，深交所：300230），於2002年由史佩浩（董事長）於上海制造局路861号（總部）創立，前身為「上海永利带业制造有限公司」。
現時業務在國內和全球經營研发、生产制造、销售轻型输送带产品。招股價為12.9元人民幣，發行新股為2250萬股，而集資額為2.9億元人民幣，而股份則在2011年6月15日於深圳證券交易所創業板上市。
2015年12月7日起，公司中文证券简称变更为“永利股份”，英文证券简称变更为“YongLi”，证券代码及中英文全称不变。

## 連結
- yonglibelt.com （页面存档备份，存于）